# Ettal (gmina)

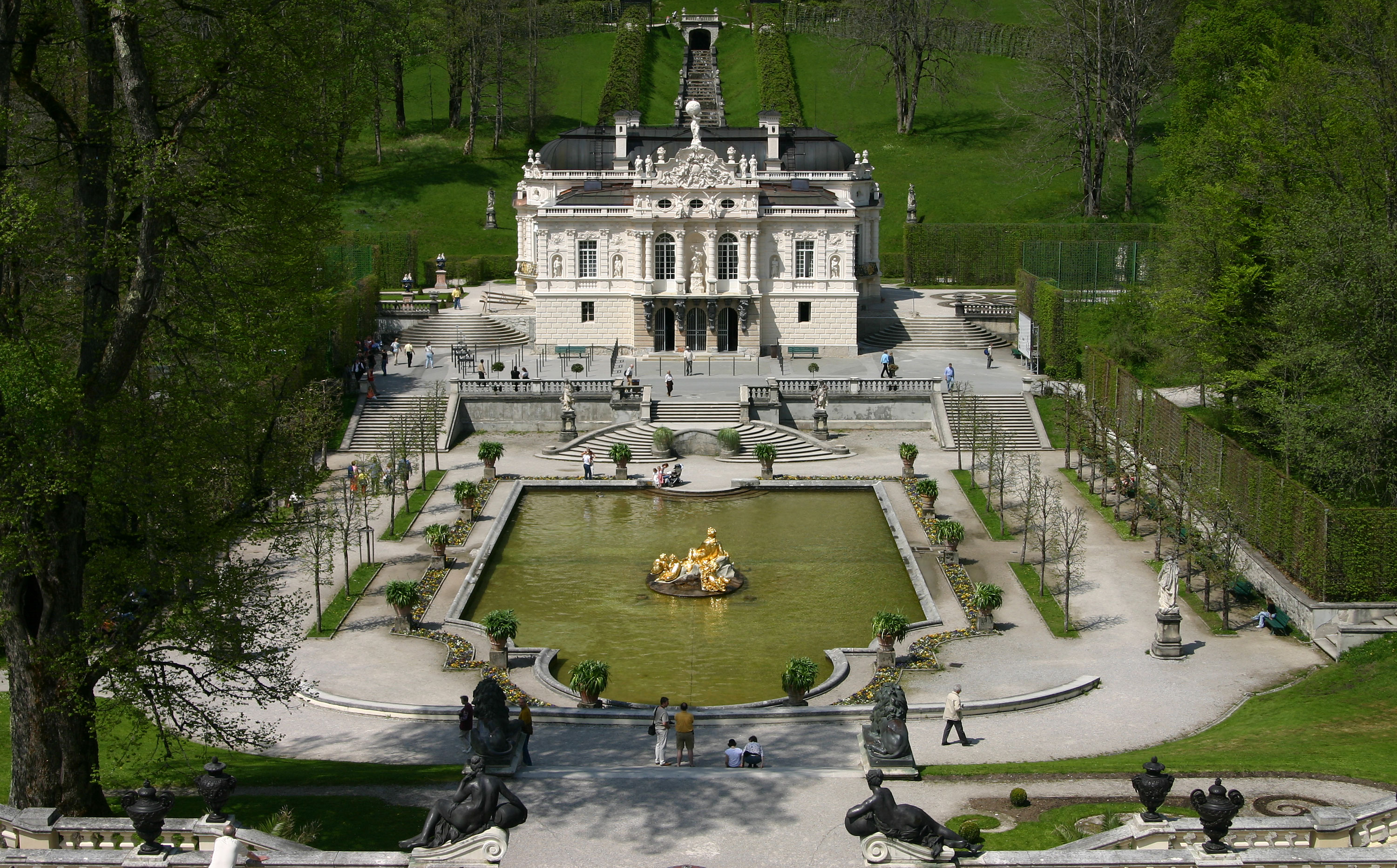
Pałac Linderhof

Ettal – gmina w Niemczech, w kraju związkowym Bawaria, w rejencji Górna Bawaria, w regionie Oberland, w powiecie Garmisch-Partenkirchen, wchodzi w skład wspólnoty administracyjnej Unterammergau. Leży około 8 km na północ od Garmisch-Partenkirchen, przy drodze B23.

## Zabytki
- pałac Linderhof
- barokowy klasztor Ettal

## Demografia
| Rok  | Liczba mieszk. |
| ---- | -------------- |
| 1970 | 1022           |
| 1987 | 911            |
| 2000 | 860            |

### Struktura wiekowa
Dane o ludności z 31 grudnia 2008:
| Opis                                | Ogółem | Ogółem | Kobiety | Kobiety | Mężczyźni | Mężczyźni |
| ----------------------------------- | ------ | ------ | ------- | ------- | --------- | --------- |
| Jednostka                           | osób   | %      | osób    | %       | osób      | %         |
| Populacja                           | 801    | 100    | 330     | 41,2    | 471       | 58,8      |
| Wiek przedprodukcyjny (0–17 lat)    | 114    | 14,23  | 50      | 6,24    | 64        | 7,99      |
| Wiek produkcyjny (18–65 lat)        | 542    | 67,67  | 205     | 25,59   | 337       | 42,07     |
| Wiek poprodukcyjny (powyżej 65 lat) | 145    | 18,1   | 75      | 9,36    | 70        | 8,74      |

## Polityka
Wójtem gminy jest Josef Pössinger, poprzednio urząd ten obejmował Helmut Königsberger, rada gminy składa się z 8 osób.
|      | FWG | UB | Razem |
| 2008 | 8   | –  | 8     |
| 2002 | 6   | 2  | 8     |

## Oświata
W gminie znajduje się przedszkole oraz gimnazjum (30 nauczycieli, 441 uczniów).